# Vysoká, Svitavy
Vysoká là một làng thuộc huyện Svitavy, vùng Pardubický, Cộng hòa Séc.